# Макушевский, Мацей
Ма́цей Макуше́вский (пол. Maciej Makuszewski; 29 сентября 1989, Граево, Польша) — польский футболист, полузащитник клуба «Вигры». Выступал за сборную Польши.

## Биография
Начинал играть на позиции защитника в детской команде «Висса» (Щучин), откуда перешёл в «Школу спортивного мастерства» (Лодзь) и стал играть в полузащите. Вызывался в юниорские сборные Польши, начиная с 15-ти лет. В сезоне 2007/08 играл за старшую команду «Школы спортивного мастерства» в третьей лиге. В 2008—2010 годах выступал за «Вигры» (Сувалки) во второй лиге.
С 2010 года Мацей Макушевский играл за «Ягеллонию» (Белосток), дебютный матч сыграл в Лиге Европы против греческого «Ариса». За два сезона в «Ягеллонии» сыграл 41 матч и забил 5 голов.
6 сентября 2012 года перешёл в грозненский «Терек».
В феврале 2014 года он перешел из в «Лехию» (Гданьск) на полугодичный срок с опцией преимущественного выкупа. После окончания весеннего раунда сезона 2013/14, гданьский клуб решил воспользоваться опцией и выкупил игрока. Полузащитник подписал с клубом 4-летний контракт, действовавший до конца июня 2018 года, а 31 июля 2015 года продлил свой контракт до 2020 года. В «Лехии» он стал капитаном команды.
28 января 2016 года он был отдан в аренду на 1,5 года «Виторию» (Сетубал).
Макушевский участвовал в победе в матче за Суперкубок над варшавской «Легией» (4:1), забив гол на 22 минуте. 24 апреля 2019 года в матче чемпионата против «Легии» сыграл свой сотый матч в футболке «Леха».
В феврале 2020 года он вернулся в Белосток почти через 8 лет. Игрок подписал полугодовой контракт с «Ягеллонией» с возможностью продления ещё на год. Он выступал с номером 9 на футболке.
17 февраля 2022 года он подписал контракт с исландским клубом «Лейкнир Рейкьявик», выступающим в чемпионате Исландии по футболу.